# Ântimo V de Constantinopla
Ântimo V de Constantinopla (em grego: Ἄνθιμος Ε'; 1779 – 12 de junho de 1842) foi patriarca ecumênico de Constantinopla por treze meses entre 1841 e 1842.

## História
Ântimo nasceu em Tekirdağ (Raidestos) e serviu como bispo metropolitano de Agatópolis entre 1815 e 1821, Anquíalo entre 1821 e 1831 e Cízico entre 1831 e 1841. Ele foi nomeado patriarca quando o patriarca Ântimo IV foi dispensado pelo sultão otomano Abdul Mejide I.
Ele morreu em 1842 e foi sucedido pelo patriarca Germano IV.